# 菅源太郎
菅 源太郎（かん げんたろう、1972年10月30日 - ）は、日本の政治家、社会運動家。武蔵野市議会議員（1期）。第一総合研究所研究員。
父は立憲民主党の衆議院議員で第94代内閣総理大臣の菅直人。母はエッセイストの菅伸子。

## 人物
東京都生まれ。本籍地は岡山県御津郡建部町（現：岡山市北区）。弟が1人いる。
武蔵野市立第六中学校に入学し、不登校になるも、1988年に卒業。佼成学園高等学校に進学したが、翌年5月に中退。後に大学入学資格検定に合格した。
1990年5月、「子どもの権利条約の批准を求める10代の会」を結成し市民活動を開始する。
1991年1月3日、福岡県内で開催された人権集会「子どものティーチ・イン」でディスカッションの司会を務め、リベラル派として、外山恒一らラジカル派と論争した。
2000年5月、選挙権年齢の引き下げを通じた若者の政治参加を目指して「Rights」を結成（2001年9月特定非営利活動法人化）。
2003年の第43回衆議院議員総選挙、2005年の第44回衆議院議員総選挙に民主党公認で居住経験のなかった岡山1区から立候補したが、いずれも自由民主党の逢沢一郎に破れ落選した。このとき父・直人は「私が政治家なので、一般的には2代目とみられるのは避けられないが（中略）、私が選挙区を譲ったとかではない」と世襲には当たらないという見解を示し、また「政治家として優れた人間がたまたま息子だった」とコメントを続けている。
2009年の第45回衆議院議員総選挙には、上述の2度の落選から民主党からの公認を得られなくなったため立候補できず、岡山1区からは比例で復活当選した高井崇志が立候補した。なお、この選挙に向けての『衆議院全300小選挙区データブック 2009年夏版』の編著者となった。
2006年4月、京都精華大学人文学部に入学、2010年3月卒業。
2010年4月、元岡山県議で民主党の関連団体に所属していた橘民義が代表を務める株式会社第一総合研究所に研究員として就職。
2022年、父である直人の政策担当秘書を務める。
2023年12月9日、同年12月24日投開票の武蔵野市議会議員補欠選挙（定数2）に立憲民主党公認で立候補することを表明。投開票の結果、世襲の批判をかわし、13,894票と得票数2位で当選を果たした。

## 家族・親族

### 菅家
（岡山県岡山市北区建部町、東京都武蔵野市）
- 曾祖父・實（医師、政治家）
生年不詳 - 1946年（昭和21年）没
- 曾祖母・妙子（岡山[14]、杉治七郎七女[14][15]）
1891年（明治24年）8月生[14] - 没
- 祖父・寿雄（技術者、実業家・セントラル硝子常務[16]）
1912年（大正元年）12月生[14] - 1991年（平成3年）没
- 祖母・純子（広島[14]、三谷良三長女[14]、福山高等女学校卒業[14]）
1921年（大正10年）8月生[14] - 2018年（平成30年）3月没[17]
- 父・直人（第94代内閣総理大臣）
1946年（昭和21年）10月生 -
- 母・伸子
1945年（昭和20年）10月生 -
- 弟・真二郎（獣医師）

### 姫井家
（岡山県浅口市金光町）
- 母方の祖母［父方の大おば］・姫井千恵子（政治家）

### 系図
|          |          |          |          |          |          |  |  |        |        |        |        |        |        |  |  | 菅實   |        |        |        |          |        |  |  |            |            |            |            |            |            |  |  |
|          |          |          |          |          |          |  |  |        |        |        |        |        |        |  |  |        |        |        |        |          |        |  |  |            |            |            |            |            |            |  |  |
|          |          |          |          |          |          |  |  |        |        |        |        |        |        |  |  |        |        |        |        |          |        |  |  |            |            |            |            |            |            |  |  |
| 津下健哉 | 津下健哉 | 津下健哉 | 津下健哉 | 津下健哉 | 津下健哉 |  |  | （娘） | （娘） | （娘） | （娘） | （娘） | （娘） |  |  | 菅寿雄 | 菅寿雄 | 菅寿雄 | 菅寿雄 | 菅寿雄   | 菅寿雄 |  |  | 姫井千恵子 | 姫井千恵子 | 姫井千恵子 | 姫井千恵子 | 姫井千恵子 | 姫井千恵子 |  |  |
| 津下健哉 | 津下健哉 | 津下健哉 | 津下健哉 | 津下健哉 | 津下健哉 |  |  | （娘） | （娘） | （娘） | （娘） | （娘） | （娘） |  |  | 菅寿雄 | 菅寿雄 | 菅寿雄 | 菅寿雄 | 菅寿雄   | 菅寿雄 |  |  | 姫井千恵子 | 姫井千恵子 | 姫井千恵子 | 姫井千恵子 | 姫井千恵子 | 姫井千恵子 |  |  |
|          |          |          |          |          |          |  |  |        |        |        |        |        |        |  |  |        |        |        |        |          |        |  |  |            |            |            |            |            |            |  |  |
|          |          |          |          |          |          |  |  |        |        |        |        |        |        |  |  | 菅直人 | 菅直人 | 菅直人 | 菅直人 | 菅直人   | 菅直人 |  |  | 菅伸子     | 菅伸子     | 菅伸子     | 菅伸子     | 菅伸子     | 菅伸子     |  |  |
|          |          |          |          |          |          |  |  |        |        |        |        |        |        |  |  | 菅直人 | 菅直人 | 菅直人 | 菅直人 | 菅直人   | 菅直人 |  |  | 菅伸子     | 菅伸子     | 菅伸子     | 菅伸子     | 菅伸子     | 菅伸子     |  |  |
|          |          |          |          |          |          |  |  |        |        |        |        |        |        |  |  |        |        |        |        |          |        |  |  |            |            |            |            |            |            |  |  |
|          |          |          |          |          |          |  |  |        |        |        |        |        |        |  |  |        |        |        |        | 菅源太郎 |        |  |  |            |            |            |            |            |            |  |  |

## 著書
- 『衆議院全300小選挙区データブック 2009年夏版』（東恭弘との編著、第一総合研究所監修）、第一書林、2009年7月、ISBN 978-4-88646-203-9
- 民主党10年史 （橘 民義 著、第七章に寄稿している）、第一書林、2008年7月、ISBN 978-4886461964